# Julio César Santoyo
Julio César Santoyo Mediavilla, (Astudillo, 1943) es un filólogo, anglista, y traductólogo español.

## Biografía
Tras realizar sus estudios en las Universidades de Deusto y Zaragoza (donde se doctoró) y después de un año en la Universidad de Londres, ejerció la docencia y diversos cargos académicos en la Universidad del País Vasco, y fundamentalmente en la de León, donde ocupó el cargo de rector entre los años 1990 y 2000, y de la que actualmente es profesor emérito. 
Santoyo ha destacado en los estudios anglosajones y también en los relativos a traductología. Son dignas de destacar sus traducciones de diversos clásicos ingleses como Marlowe, Tolkien, Wilde, etc. y multitud de artículos y libros sobre estos asuntos.